# حرائق يلوستون عام 1988

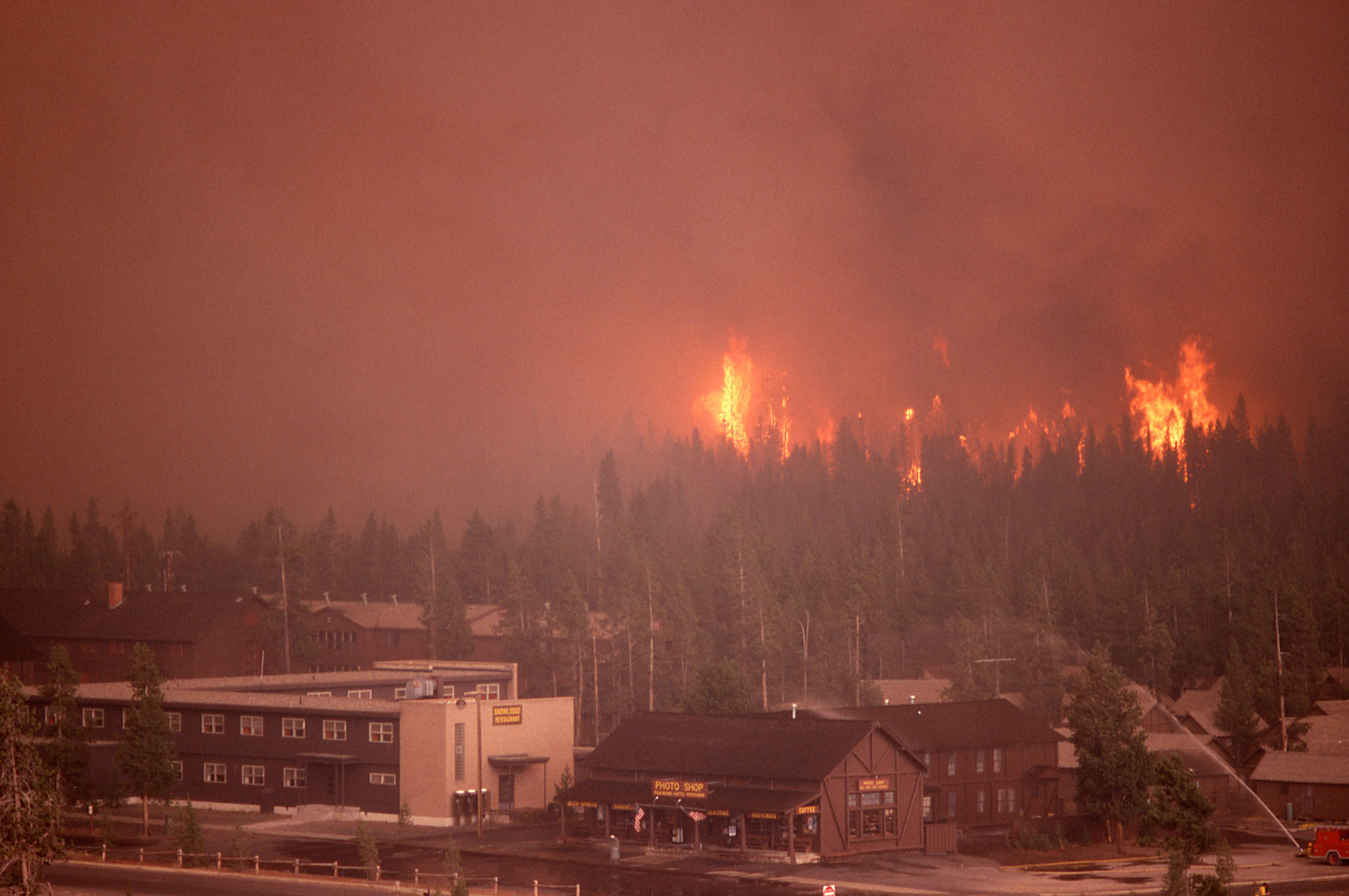
وصول النيران إلى ينبوع أولد فيثفول في 7 أيلول 1988.

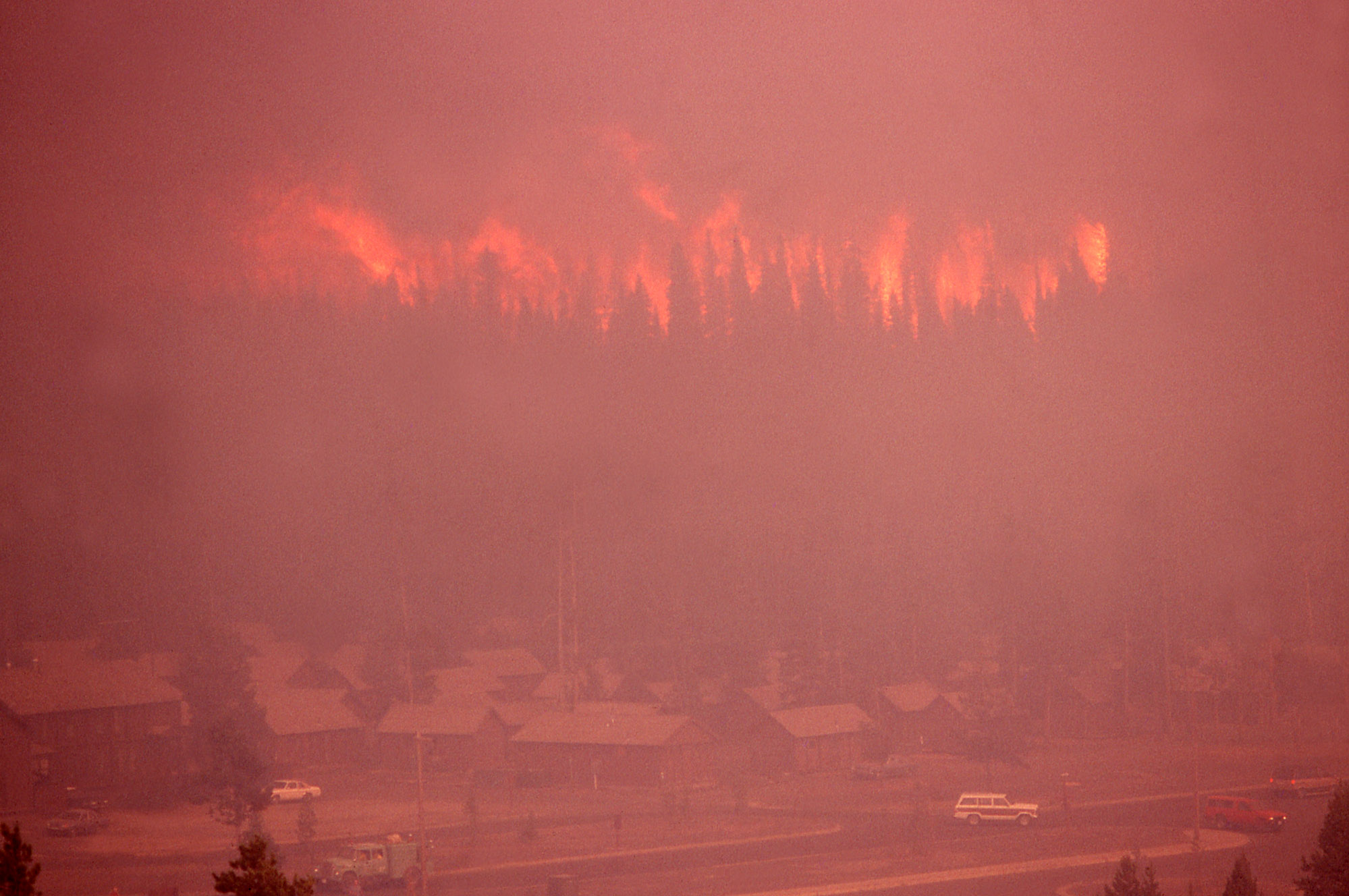
.زيادة اشتغال النيران بالقرب من ينبوع أولد فيثفول.

حرائق يلوستون عام 1988 شكَّلت مَعًا أكبر حريق تم تسجيله في تاريخ متنزه يلوستون الوطني بالولايات المتحدة. شبَّ الحريق في البداية كحرائق فردية صغيرة، وسرعان ما انتشرت ألسنة النيران وخرجت عن السيطرة بزيادة الرياح والجفاف، متَّحِدة في حريق كبير، وظلت مشتعلة لعدة أشهر. دمرت هذه الحرائق تقريبًا وجهتين رئيستين للزوار، وقد أغُلِقَ المتنزه بالكامل أمام الأفراد فيما عدا حالات الطوارئ لأول مرة في تاريخه في 8 أيلول 1988. وما كانت هذه الحرائق لتنتهي لولا قدوم الطقس البارد والرطب في أواخر الخريف من نفس العام. تأثر ما مجموعة 793.880 فدان (3.213 كم2)، أو 36% من مساحة المتنزه بتلك الحرائق الهائلة.
كافح الآلاف من رجال الإطفاء النيران بمساعدة عشرات من طائرات الهليكوبتر والطائرات ذات الأجنحة الثابتة المستخدمة لقطرات الماء ومؤخرات الاحتراق. خُصِص أكثر من 9.000 رجل إطفاء في ذروة هذا الجهد لإدارة المتنزه، وبزيادة اشتعال النيران في جميع أنحاء النظام الإيكولوجي بيلوستون الكبرى وغيرها من المناطق في غرب الولايات المتحدة، لم تعد مستويات التوظيف ووكالات إدارة الأرض لخدمة المتنزه الوطني كافية، فسرعان ما تم استدعاء أكثر من 4.000 فرد من الجيش الأمريكي للمساعدة في جهود إخماد الحريق، والتي تكلّفَت 120 مليون دولار (مما يعادل 240 مليون دولار في عام 2013). وعلى الرغم من عدم حدوث خسائر بشرية بين رجال الإطفاء أثناء مكافحة النيران بيلوستون وُجِدَ خارج المتنزه ضحيتان خلفهما الحريق.
قبل أواخر الستينيات، كان هناك اعتقاد بأن الحرائق بصفة عامة ستضر الحدائق والغابات، لذا كانت السياسات الإدارية تهدِف لإخماد الحرائق في أسرع وقت ممكن، ولكن عندما عُرِفَ الدور الإيكولوجي النافع للحرائق بشكل أفضل في العقود التي سبقت 1988 تم اعتماد سياسة السماح بالحرائق الطبيعية تحت ظروف خاضعة للرقابة، وأثبتت تلك السياسة نجاحًا بالغًا في تقليص المساحة المفقودة سنويًا بسبب الحرائق الهائلة.
وعلى الرغم من السياسات المذكورة، تعرضت يلوستون في صيف عام 1988، والذي جاء جافًا بصورة غير اعتيادية، إلى حريق هائل؛ إذ اتحدت الحرائق الصغيرة والتي من المفترض أن كانت تحت السيطرة في حريق واحد كبير. استمرت النيران مشتعلة بصورة متقطعة، متنقلة من رقعة إلى أخرى دون أن تمس المناطق المتداخلة، واجتاحت العواصف النارية الكبيرة بعض المناطق وحرقت ما يعترض طريقها. كذلك التهمت ألسنة النيران الهائلة عشرات الملايين من الأشجار وعدد لا يحصى من النباتات، وتركت بعض المناطق متفحمة وجرداء، إلا أن أكثر من نصف المناطق المتضررة كانت جراء الحرائق الأرضية، والتي ألحقت ضررًا أقل بالفصائل الأقوى من الأشجار. لم يمض وقت طويل بعد أن انقضت الحرائق حتى أسرعت النباتات والأشجار في إقامة عودها من جديد، وكذلك حققت عمليات الإحياء الطبيعية للنباتات نجاحًا بالغًا.
لم يسبق لحرائق يلوستون عام 1988 مثيل في تاريخ دائرة المتنزه الوطني، ولذلك أثارت العديد من التساؤلات حول سياسات إدارة الحرائق. في كثير من الأحيان، كانت تقارير وسائل الإعلام حول سوء إدارة الحريق غير دقيقة وتهدف فقط لإثارة الحدث، وأحيانًا تُقَدَم تقارير مغلوطة تعطي تلميحات بأن غالبية مناطق المتنزه يجرى تدميرها. وفي حين كان هناك انخفاضات وقتية في جودة الهواء أثناء الحريق، فلم يتم تسجيل أية أثار صحية ضارة طويلة الأجل في النظام البيئي. وعلى عكس التقارير الأولية، التهمت النيران أعداد قليلة من الثدييات الكبيرة، على الرغم من أنه كان هناك انخفاض في أعداد حيوان الموظ، والتي لم تعد بعد لوضعها الطبيعي. وقد حد تركيز جهود إخماد الحرائق بالقرب من الوجهات الرئيسة للزوار من الخسائر التي لحقت بالمباني، وأوقفت إجمالي الأضرار التي لحقت بالممتلكات عند 3 ملايين دولار (أو ما يعادل 6 ملايين دولار في عام 2013).

## تطوير السياسات العامة لإدارة ومكافحة الحرائق في الولايات المتحدة

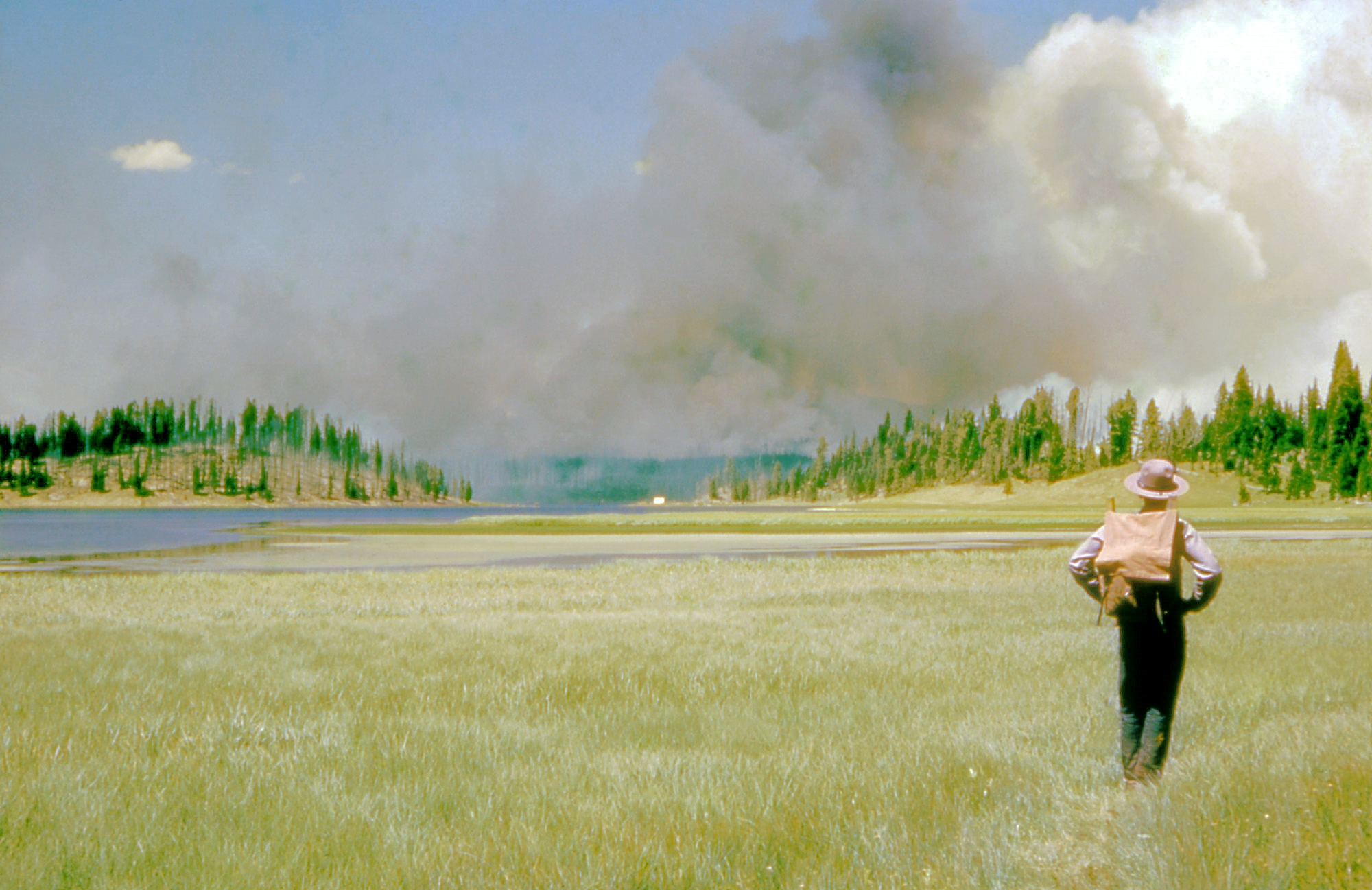
1953: رجل إطفاء يخطو نحو حريق بعيد.

تُشكِل حرائق الغابات في شرق الولايات المتحدة، والمعروفة بكثرة أمطارها، نسبة صغيرة، ونادرًا ما تشكل خطرًا على أرواح البشر والممتلكات. وحين انتقلت مستوطنات العرق القوقازي إلي غرب الولايات المتحدة حيث المناطق الأكثر جفافًا، اشتعلت الحرائق لأول مرة في الغرب على نطاق واسع. اشتعلت عدة حرائق في السهول الكبرى، وتعرضت جبال روكي الصخرية لحرائق الغابات التي كانت أكثر تأثيرًا، وتدميرًا من الحرائق التي شهدها شرق الولايات المتحدة في أي وقت مضى. وعلى مر السنين أثرت أحداث هذه الحرائق المدمرة على السياسات العامة لمكافحة الحرائق.
تعد عواقب الحريق الهائل في 1871 أكبر وأسوأ خسارة بشرية في تاريخ الولايات المتحدة؛ حيث اكتسح حريق بيشتيجو ولاية ويسكونسن مسفرًا عن مصرع أكثر من 1,500 ضحية. ساهم كلَا من حريق سانتياجو كانيون في كاليفورنيا في 1889، وبخاصة حريق مونتانا وأيداهو الكبير في 1910 في الفلسفة المعنية بضرورة إخماد النيران؛ حيث إنها شكلت خطرًا كبيرًا على الأرواح. تسبب حريق مونتانا وأيداهو الكبير في 1910 في حرق وفقدان 3,000,000 فدانًا (12,000 كم2)، وتدمير عدد من المجتمعات المحلية، وأسفر عن مصرع 86 شخص، مما دفع وكالات إدارة الأرض المختلفة للتأكيد على ضرورة قمع الحرائق الكبيرة. اتبعت وكالات الأرض الخاصة بحكومة الولايات المتحدة بما فيها إدارة المتنزهات الوطنية بشكل عام السياسات العامة التي وضعتها دائرة الغابات الولايات المتحدة والتي بدورها تُشرِف على معظم غابات البلاد.
قبل منتصف القرن العشرين، اعتقد معظم مسئولي الغابات أنه يجب قمع الحرائق طوال الوقت. وفي عام 1935 نصت سياسة إدارة غابات الولايات المتحدة لمكافحة الحرائق على أنه كان ينبغي إخماد الحرائق في تمام العاشرة صباحًا وذلك بعد أن شُوهدت ورُصِدت مباشرة. وقد أُنشئت طواقم الإطفاء في جميع أنحاء الأراضي العامة، وعادًة تتكون هذه الطواقم من الشباب طوال فترة الحرائق. وفي عام 1940 أطلق عليَ رجال الإطفاء اسم «قافزي الدخان»؛ حيث أنهم يهبطون بالمظلات من الطائرات لإخماد النيران في الأماكن النائية. وفي بداية الحرب العالمية الثانية تم إنشاء أكثر من 8,000 برج في الولايات المتحدة؛ لاكتشاف ومراقبة الحرائق. وعلى الرغم من هدم العديد من هذه الأبراج؛ لزيادة استخدام الطائرات كبديلًا عنها لاكتشاف الحرائق، لا يزال هناك ثلاثة أبراج في يلوستون تستخدم سنويًا. وبنجاح جهود مكافحة الحرائق في الثلاثينيات انخفض معدل المساحة المفقودة سنويًا بسبب الحرائق من حوالي متوسط 30,000,000 فدان (120,000 كم2) إلى ما بين 2,000,000 فدان (8,100 كم2) و 5,000,000 فدان (20,000 كم2) في الستينيات. وقد رفضت الحرائق المدمرة للغابات المشجرة؛ حيث زادت الحاجة إلي الخشب أثناء الحرب العالمية الثانية. وفي عام 1944 نشرت إدارة غابات الولايات المتحدة حملة إعلانية لتوعية العامة بأضرار الحرائق من خلال رسم كاريكاتيري للدب الأسود الأمريكي وسُمي بالدب المُدخِن. ولا يزال ذلك الدب الشهير المكافح للحرائق يُشاهَد على اللوحات الإعلانية بجانب شعار «لا أحد سواك يستطيع قمع حرائق الغابات». وقد ضللت هذه الملصقات عند بداية ظهورها عامة الناس؛ حيث اعتقدوا أن تلك الحرائق الغربية في غالب الأمر كانت بفعل الإنسان، ففي يلوستون، يبلغ متوسط الحرائق التي يتسبب فيها الإنسان بين 6 إلي 10 حرائق سنويًا، في حين تسبب البرق في إشعال 35 حريق.
أدرك بعض الباحثين، والمواطنين، وكذلك بعض شركات الأخشاب حقيقة الأمر، ألا وهي أن حرائق الغابات حدث طبيعي في كثير من النظم الإيكولوجية. وتلتهم هذه الحرائق الشجيرات والنباتات الذابلة فتسمح بذلك لأنواع أشجار أخرى ذات أهمية اقتصادية بنمو أفضل دون تنافس حول المواد الغذائية. وغالبًا يحاول الأمريكيون حرق الغابات تقليلًا لنمو المراعي المتزايد؛ حتى لا تصبح غذاءً للحيوانات المفترسة مثل البيسون والأيِّل. وفي أوائل عام 1924 أوضح البيئي ألدو ليوبولد أهمية حرائق الغابات للنظم الإيكولوجية، ودورها الأساسي في تكاثر العديد من أنواع النباتات والأشجار بشكل طبيعي. وعلى مدى الأربعين سنة المقبلة سيزداد اتفاق علماء البيئة ومسئولي الغابات حول أهمية هذا الحرائق للنظم الإيكولوجية. وفي عام 1963 أصدر عدد من علماء البيئة ومستشاري إدارة المتنزهات الوطنية تقريرًا يوصي بضرورة السماح للحرق بشكل دوري لإستعادة التوازن البيئي في المتنزهات العامة. وفي عام 1968 عدّلت إدارة المتنزهات الوطنية سياساتها لمكافحة الحرائق لتعكس المواقف المتغيرة. وقد قررت الإدارة السماح للحرائق التي تبدأ بشكل طبيعي بسبب البرق بالحرق ما دامت تشكل خطرًا يُذكَر على حياة البشرية والممتلكات. وفرضت أيضًا مرسوم بموجب شروط منصوص عليها يوصي بإشعال حرائق محكمة عمدًا؛ لإستعادة التوازن في النظم الإيكولوجية. أصبحت بيئة الحرائق أكثر استيعابًا بعد نضج العديد من الغابات وتأخرها للحرق على نطاق واسع.
بدأت إدارة المتنزهات الوطنية، منذ عام 1972، السماح بالحرائق الطبيعية، بيلوستون، تحت شروط محكمة، ويشار إليها بالحرائق الطبيعية المحكمة. التهم ما مجموعة 235 حريق طبيعي محكم 33,759 فدان (137 كم2) صغير نسبيًا بتوجيهات صادرة عن السياسة الجديدة، ومن بين هذه الحرائق لم يمتد إلا 15 حريق إلى أكثر من 100 فدان (0,4 كم2)؛ حيث كانت السنوات الخمس السابقة لعام 1988 أكثر رطوبة من المعتاد مما أدى لتخفيض مساحة الحرائق وانتشارها خلال تلك الفترة. ويبدو أن سياسة الحرائق الطبيعية المحكمة وسيلة فعالة لإدارة الحرائق، خاصة في منطقة يلوستون.

## عوامل ساهمت في اشتعال الحرائق

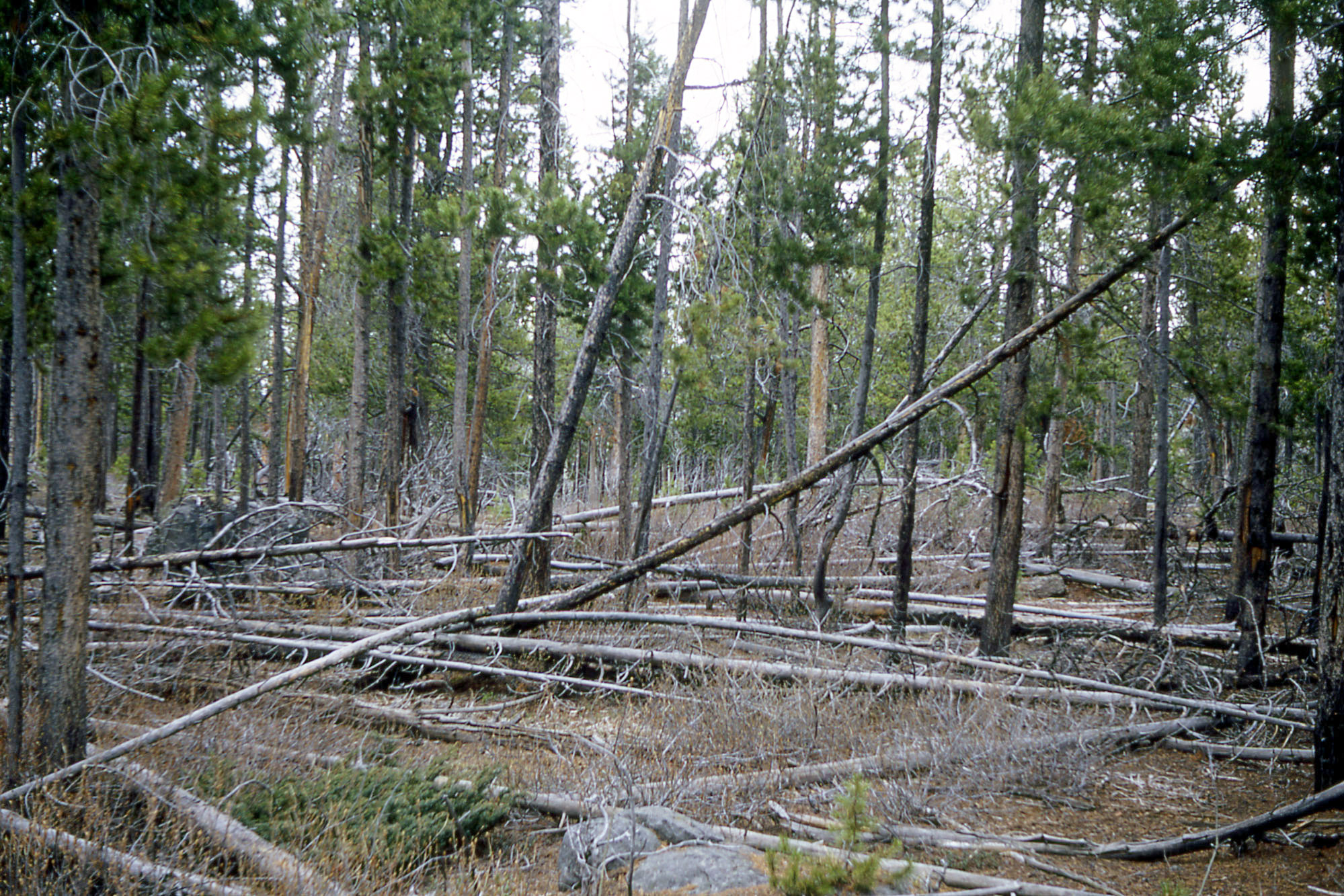
1965: نموذج لغابات الصنوبر بيلوستون.

بدأ تسجيل الحرائق في يلوستون عام 1931 عندما دمر حريق بحيرة القلب 18,000 فدان (73 كم2). وعلى الرغم من صغر امتداد هذا الحريق إلا أنه يعد أكبر حريق تعرض له المتنزة منذ إنشائه وحتى عام 1988. وتشير الأبحاث أنه لا تحدث على هضبة يلوستون إلا ثلاثة أو أربعة حرائق كل ألف سنة. وكان أكبر حريق سابق شهدته يلوستون في وقت مبكر من القرن الثامن عشر واستمر لمنتصف القرن ذاته، وكذلك قبل وصول المستكشفين البيض.
تحتل أشجار الصنوبر مساحة كبيرة من غابات يلوستون، ويتم استبدالها في نهاية المطاف أي بعد الفترة من ثمانين إلي مائة عام من نضوجها بأنواع أشجار أخرى. ويتسم موسم الزراعة في يلوستون بقِصَر مدته؛ وذلك لارتفاع الغابات، وفقر التربة نسبيًا مما يسمح لأشجار الصنوبر بالنضوج والوصول لأعمار تقترب من ثلاثمائة مائة عام قبل نضوج أشجار التنوب، والشوح. تنمو أشجار الصنوبر في جميع أنحاء هضبة يلوستون المرتفعة في مدرجات متصلة بكثافة، ومجموعات مختلفة بمعدل أعمار مماثلة. على الرغم من وجود الأشجار عادة في غابات أكثر نضجًا، إلا أنها لا توجد في مدرجات كبيرة كما هو الحال في الغابات الأخرى بجبال روكي. وفي بداية الثمانينيات، تراوحت أعمار الكثير من أشجار الصنوبر في يلوستون بين 200 و 250 سنة، واقتربت من انتهاء دورة حياتها.
دمرت خنفساء اللحاء عدد من الأشجار في النظام البيئي ليلوستون الكبرى وذلك منذ أواخر الستينيات وحتى منتصف الثمانينيات، مما أدى لخلق غابة غير متجانسة تجمع بين أشجار قديمة لا زالت على قيد الحياة وأشجار أصغر سنًا مختلفة الأعمار. وساعد هذا الاختلاط على توفير وقود ساهم في الحرائق. وبالإضافة لذلك، كان موسم شتاء 1987-1988 أكثر جفافًا من المعتاد؛ حيث سجل النظام البيئي ليلوستون الكبرى 31% من الكتل الثلجية الطبيعية، ومع ذلك كانا شهري نيسان وأيار أكثر رطوبة مما ساعد العشب على نمو أفضل. وبقدوم شهر حزيران، توقف سقوط الأمطار، وقد شهدت الأربعة أشهر التالية لهذا الشهر سقوط قليل للأمطار، سُجِلَ في النظام البيئي الأكبر ليلوستون، وبحلول شهر تموز، بدأت أسوأ موجة جفاف شهدها تاريخ متنزه يلوستون الوطني، وسرعان ما تحولت الأعشاب والنباتات الناضجة في وقت مبكر من الصيف إلى أعشاب ذابلة، وجافة قابلة للاحتراق. انخفضت مستويات الرطوبة النسبية بشكل ملحوظ فجفّت الغابة، وانخفض محتوى الرطوبة في الأخشاب الميتة والمتساقطة إلى 5%. وفي منتصف آب، سجلت مستويات الرطوبة معدل أقل من 20%، ووصل إلى أدنى مستوى له 6% في إحدى المناسبات. أدى نقص الأمطار، وتكون معظم تربة يلوستون من صخور ريوليت البركانية، وافتقارها إلى القدرة على الاحتفاظ بالرطوبة، وكذلك سلسلة من الجبهات الهوائية القوية الجافة إلى سرعة انتشار عدد من الحرائق.
سبّب الوقود المتراكم، والغابات القديمة، والأحوال المناخية الجافة بشكل استثنائي ومتواصل المتاعب ليلوستون، ومع ذلك، توقع علماء البيئة المتخصصون في الحرائق موسم حرائق طبيعية يشهده النظام البيئي ليلوستون الكبرى، وسقوط الأمطار في تموز. قدّم التاريخ قليل من الأدلة تشير إلى أن عام 1988 سيكون مختلف عن القرن السابق أي منذ نشأة المتنزه. أدى اشتعال الحرائق الكبرى في جميع أنحاء منطقة جبال روكي لالتفات وسائل الإعلام إليها. اشتعل عشرون حريق صغير في يلوستون في تموز، إنطفئ منهم 11 حريق دون أي تدخل، وتم رصد باقي الحرائق المشتعلة بدقة وفقًا لسياسات الحرائق الطبيعية المحددة.
وفي 15 تموز اكتسحت الحرائق النظام البيئي ليلوستون الكبرى، وحرقت 8,500 فدان (34 كم2)، ورغم أن هذا كان مألوفًا، التفتت وسائل الإعلام إلى الحرائق المشتعلة في غرب أمريكا مما أثر على قرار مسئولي المتنزه في 15 تموز ببدء بذل جهود إخماد الحرائق. وفي غضون أسبوع بعد بدء جهود الإخماد، امتدت الحرائق إلى ما يقرب 100,000 فدان (400 كم2) من مساحة المتنزه.

## الحرائق الكبيرة في يلوستون 1988
اشتعل ما يقرب من 250 حريق في يلوستون، والغابات الوطنية المحيطة وذلك بين شهري حزيران، وآب، سبعة من هذه الحرائق مسئولة عن حرق 95% من إجمالي المساحة المفقودة. وفي نهاية تموز، جمعت إدارة المتنزه الوطني والوكالات الأخرى جميع العاملين المتاحين لإخماد النيران والحد من الحرائق، ومع ذلك استمرت الحرائق في التوسع. اتحدت الحرائق الصغيرة بدفع من العواصف الجافة جالبة الصواعق والرياح الجافة دون أمطار. شهد 20 آب أسء حريق، أطلق على هذا اليوم لاحقًا «السبت الأسود»؛ حيث تدمر 500,000 فدان (610كم2) خلال إحدى العواصف النارية. انجرف الرماد من العواصف النارية إلى أماكن بعيدة في جميع أنحاء المتنزه مثل بيلينغز، مونتانا بمسافة 60 ميل (97 كم) في اتجاه الشمال الشرقي. دفعت الرياح باللهيب إلى الطرقات، أشعلت حواجز النار، والجمر المشتعل حرائق جديدة بمسافة ميل (1,6 كم) تأثيرها أكبر من الحرائق الرئيسية. ترفع حرائق الأرض السلم الوقودي المختص بمكافحة الحرائق إلى مظلة الغابة فتصل الحرائق إلى القمة ويمتد لهيبها بمسافة ترتفع 200 قدم (61 متر). وفي هذا اليوم، كان تأثير الحرائق أكبر من أي حريق شهده المتنزه منذ نشأته؛ حيث دمر معظم أراضي يلوستون. وطوال فترة الصيف، تقدمت الحرائق بشكل هائل بمسافة من 5 إلى 10 ميل (8,0 إلى 16,1 كم) يوميًا، وفي بعض الأحيان تصل لمسافة 2 ميل (3,2 كم) في الساعة.
كان هناك مجموعة من الحرائق يطلق عليها مجمع نهر الأفعى، كانت في الجزء الجنوبي من المتنزه في منطقة منابع يلوستون، وأنهار الأفعى. اشتعل أكبر حريق من هذه الحرائق، ويطلق عليه حريق شوشون، في 23 حزيران نتيجة البرق. ورغم أن سياسة الحرق الطبيعي المتفق عليها كانت لا تزال سارية المفعول، لم تظهر في البداية أي جهود لإخماد هذا الحريق. وظل يتقدم هذا الحريق قليلًا لعدة أسابيع، ثم امتد بسرعة إلى الجزء الشمال الشرقي من المتنزه في 20 تموز.
بدء الحريق الأحمر بالقرب من بحيرة لويس في 1 تموز، ومثل حريق شوشون، تقدم الحريق قليلًا لعدة أسابيع، ث امتد إلى الجزء الشمال الشرقي من المتنزه في 19 تموز، واتحد مع حريق شوشون في آب. وأثناء تقدم حريق شوشون والحريق الأحمر باتجاه منطقة قرية غرانت، صدرت أوامر بإخلاء المنطقة، فالتفتت قوائم الإطفاء إلى حماية المباني في المتنزه. وفي وسط غابة أشجار الصنوبر تأثر مجمع قرية غرانت بالحريق هذا الموسم، وهو أول وجهة للزوار في المتنزه؛ حيث تدمر عدد من المنشآت الصغيرة، وأجزاء من مجمع المعسكرات. وبعد أن اتحد حريق شوشون والحريق الأحمر معًا، أطلق عليهما حريق شوشون؛ نظرًا لكبره عن الحريق الأحمر.
بدأ حريق مينك في غابة بريدجر-تيتون الوطنية في 11 تموز نتيجة البرق، ودمر الجزء الشمالي التابع لوداي نهر يلوستون، وذلك بعد أن أبعد رجال الإطفاء الحريق عن الأراضي الخاصة. وفي نهاية المطاف، بعد 23 تموز، دمر حريق مينك عدة أقسام في المتنزه، ولكن لحسن الحظ كانت هذه الأقسام في منطقة نائية عن باقي الحديقة.
بدء حريق هوك، ثالث حريق كبير، بعد سقوط شجرة على خط كهربائي عالي الضغط في 20 تموز، بالقرب من مزرعة فلاغ. دمر هذا الحريق أولًا جونيور ميموريال باركواي، في طريق جون دروكفلر، ثم عبر الحدود الجنوبية ليلوستون في 30 آب. ودمر مجمع حرائق نهر الأفعى أكثر من 140,000 فدان (567 كم2) قبل أن ينطفيء نتيجة الطقس الرطب في الخريف، وقعت أحد أبرز الأحداث لهذه الحرائق في 23 آب، حيث اجتاحت العواصف النارية نهر كانيون لويس، مدفوعة برياح تصل ل60 ميل في الساعة (97 كم/ساعة)، وتبلغ سرعتها إلى 80 ميل في الساعة (130 كم/ساعة).
بدء حريق ميست في 9 تموز في الجزء الشرقي من المتنزه في جبال أبسروكا. وبعد يومين، بدء حريق كلوفر في نفس المنطقة، واتحد مع حريق ميست، فاطلق عليهما حريق ميست كلوفر في 20 تموز. كان من الصعب مواجهة هذا الحريق؛ لأنه كان يكتسح المنطقة عبر التضاريس الوعرة. وفي 20 آب تقدم الحريق من الجنوب باتجاه بلدة صغيرة في مدينة كوك بمونتانا، واستمر بتهديد البلدة لعدة أسابيع أخرى، وفي نهاية المطاف، دمر حريق ميست كلوفر أكتر من 140,000 فدان (567 كم2).
بدء حريق عاصفة كريك في 14 حزيران، في الجزء الشمالي من المتنزه، في بيرتوث-أبسروكا البرية، وبدا أن هذا الحريق يهدد يلوستون حوالي شهرين. وفي 20 آب، تقدم الحريق بسرعة إلى الجنوب مهددًا مرة أخرى بلدة مدينة كوك مثل حريق ميست كلوفر، ولكن هذه المرة من الشمال.
كانت هناك محاولة لإخماد الحريق، وحرمانه من المواد القابلة للاحتراق عن طريق إشعال الوقود قبل الآوان، ولكن كاد هذا أن يؤدي إلى كارثة؛ حدث تغير فجأة، غير متوقع في اتجاه الرياح، فتقدمت الحرائق ودمرت أجزاء من المدينة تقدر بمائة متر، مما اضطر طواقم الإطفاء لإخلاء المدينة في 6 أيلول.
وقع الحريق الرئيسي الأخر، حريق هيلرورينج، في الجزء الشمالي من المتنزه، في غابة جالاتين الوطنية ، في 15 آب، نتيجة الجمر المشتعل من إشعال النار في أحد المعسكرات دون رقابة. انتقل الحريق في البداية نحو الشمال، ولكن بعد بضعة أيام اتجه مرة أخرى نحو الجنوب مهددًا منطقة تقع بالقرب من برج جانكشن.
بدء حريق فإن في 25 حزيران، في الجزء الشمالي الغربي من المتنزه، وهدد بلدة جاردينر بمونتانا، خارج المدخل الشمالي للمتنزه. وتعد مكافحة هذا الحريق الأكثر نجاحًا في يلوستون، في 1988، رغم أنه لم يستمر لبضعة أشهر وبحلول منتصف آب لم يعد يشكل خطرًا على الأرواح والممتلكات.
يعتبر حريق شمال فورك أكبر حريق تعرض له المتنزه، من حيث الأضرار التي لحقت بالمباني، والمساحة المفقودة نتيجة الحريق. بدء الحريق في 22 تموز عندما ألقى أحد الرجال سيجارته، أثناء قطع الأخشاب، في غابة كاريبو-تارغي الوطنية خارج حدود المتنزه الغربية. ولم تكافح الحرائق منذ بداية اشتعالها إلا هذا الحريق، وذلك بعد أن توقفت سياسة الحرائق المتفق عليها في 15 تموز. انتقل الحريق باتجاه الجزء الشمال الشرقي من المتنزه، وفي نهاية الأسبوع الأول من آب هدد الحريق مفرق ماديسون، ومرافق المعسكر القريبة، ثم تقدم الحريق نحو مفرق نوريس في 20 آب، واستخدم رجال الإطفاء المياه والرغوة؛ للحفاظ على المباني من الحريق الهلاك. واصل الحريق زحفه بامتداد هضبة يلوستون، وبلغ مرافق الزوار بكانيون في 25 آب، حيث بذلت وكالات إدارة الأرض، والجيش الأمريكي جهودًا كبيرة لحماية المنشآت. هدأ الحريق في الجهة الشرقية لعدة أيام، ثم عصفت الرياح من أعلى هضبة يلوستون، ودفعت الحريق بامتداد الجانب الغربي باتجاه بلدة غرب يلوستون، بومنتانا. ساهم المواطنون المعنيون بزراعة مئات الأفدنة من أراضي الغابات في حماية كلًا من بلدة غرب يلوستون ومحطة فرعية للطاقة الكهربائية. دمر الحريق جزءًا كبير من الغابات بامتداد وادي نهر ماديسون.
دفعت الرياح الجافة، بين 5 و7 أيلول، ألسنة نيران حريق شمال فورك بامتداد الجزء الجنوبي نحو مجمع الزوار بأولد فيثفول الكبير، القريب من أحد الينابيع الباعثة للحرارة الأرضية. صدرت أوامر بإخلاء المتنزه من جميع الموظفين إلا طواقم الإطفاء، ومع ذلك أثرت القضايا السياسية على توجيهات إدارة دائرة المتنزه الوطني ولم يتم إغلاق المجمع أمام السائحين، وظل يتوافد بعض الزوار على أولد فيثفول لوقت قصير قبل هبوب العاصفة النارية، بعد منتصف الظهيرة. فشل القصف الجوي، والناقلات الجوية في إخماد الحريق، واهتم رجال الإطفاء بحماية المنشآت، خاصة تلك ذات أهمية تاريخية، مثل نُزُل أولد فيثفول، باستخدام محركات الوقود، وأنظمة ضخ المياه؛ حفاظًا على أسطح النُزُل، وأسطح المنشآت الرطبة الأخرى. حفر 1,200 رجل إطفاء، ومن بينهم 125 فرد عسكري حواجز نارية؛ لحماية المنطقة المحيطة بالمنشآت من ألسنة النيران. بلغت سرعة الرياح ذروتها حيث وصلت ل 80 ميل في الساعة (130 كم/ساعة)، عندما اقترب الحريق من الجزء الغربي.
انتشرت الحرائق في أجزاء قريبة من الغابات، ولكنها بصفة عامة بعيدة عن المنشآت الرئيسية. لسوء الحظ تدمر 19 مبنى صغير، ولحق بمهجع قديم أضرار بالغة. كان الحريق قويًا لدرجة أن المركبات الموجودة بالقرب من الحريق ذابت إطاراتها، وتحطم زجاجها، وحُرِق طلاءها. رغم أن معظم مساحة مجمع أولد فيثفول لم تتأثر بالحرائق، قررت إدارة المتنزه للمرة الأولى في 8 أيلول إغلاق المتنزه بأكلمة أمام كل الأفراد إلا رجال الإطفاء. ليلة 9 أيلول وصباح 10 أيلول تخطى حريق شمال فورك أحد الحواجز النارية بامتداد الحدود الشمالية الشرقية، واقتربت من ينابيع ماموت الساخنة، حيث ترتكز في هذه المنطقة رجال حماية المنشآت التاريخية، وكذلك المقر الرئيسي للمتنزه. ولحسن الحظ سقطت الأمطار والثلوج في الوقت المناسب لتحد من الحرائق قبل تهديدها بحرق المجمع. وفي نهاية المطاف، عندما أنطفئ حريق شمال فورك، كان مسئولًا عن تدمير 60% من المساحة المفقودة داخل الحديقة، وأكثر من 400,000 فدان (1,600 كم2).
هدأت الحرائق في جميع أنحاء النظام البيئي ليلوستون الكبرى نتيجة برودة الطقس، وسقوط الأمطار والثلوج في 11 أيلول. على الرغم من استمرار الحرائق حتى منتصف تشرين الأول، لم تعد تشكل خطرًا على الأرواح والممتلكات. عاد رجال الإطفاء إلى منازلهم، ولكن واصلت القوى العاملة الإضافية إعادة تأهيل المناطق المتضررة بجهود مكافحة الحرائق. زادت الحاجة لإعادة مئات الأميال من الحواجز النارية، ومناطق هبوط الطائرات الهليكوبتر، وحرائق المعسكرات لوضعها الطبيعي، وكذلك الحاجة إلى قطع آلاف الأشجار الميتة؛ لحماية الطرق والمنشآت. وفي يوم 18 تشرين الثاني، أعلن أخيرًا المسئولون رسميًا انتهاء جميع الحرائق في يلوستون.

## مكافحة الحرائق

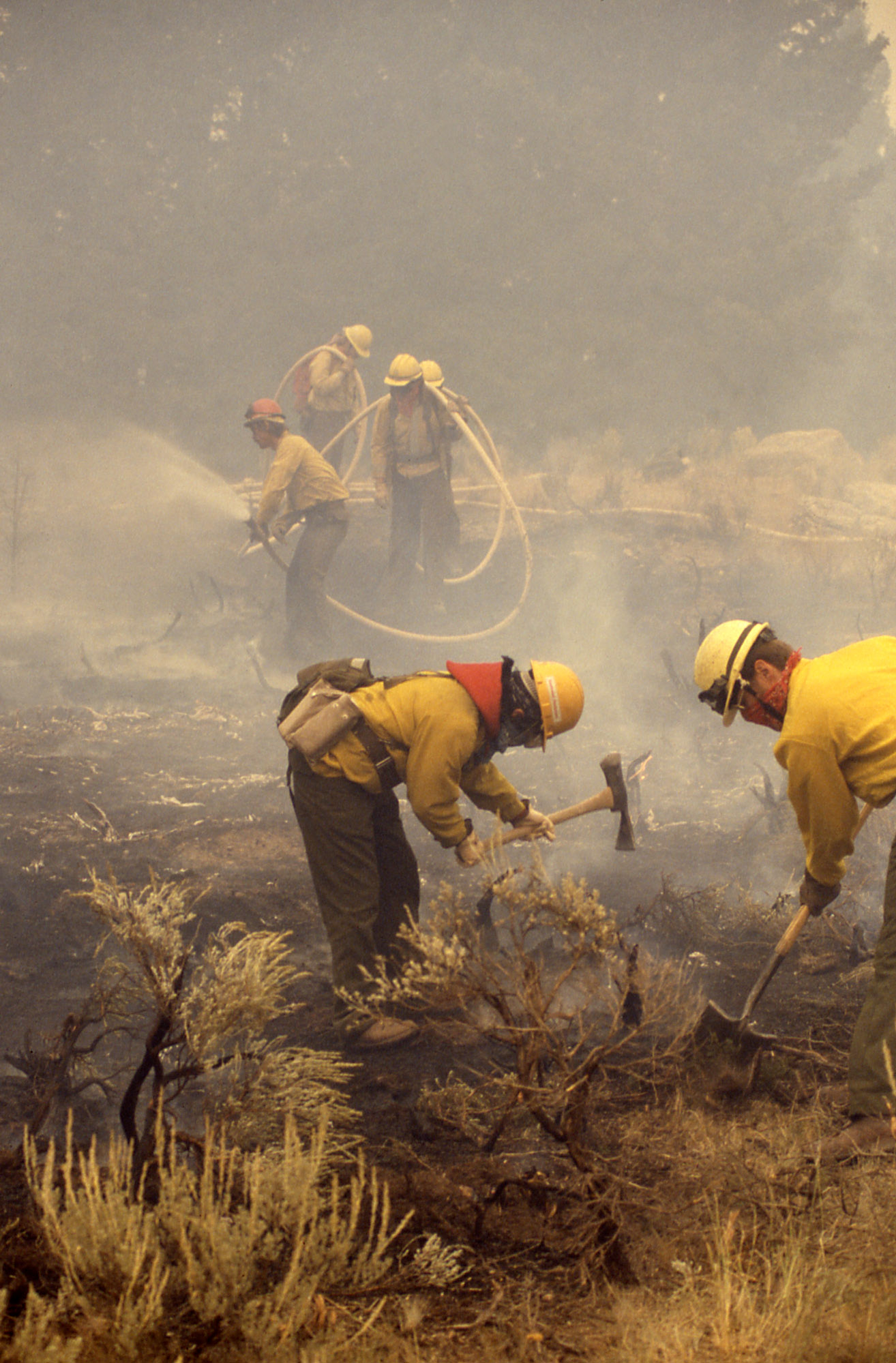
رجال الإطفاء على حاجز ناري بالقرب من ينابيع ماموث الساخنة في 10 أيلول 1988.

كان عام 1988 في غرب الولايات المتحدة حافلًا بحرائق الغابات، فقد تم الإبلاغ عن أكثر من 72,000 حريق خلال هذه السنة، ومن بينهم 300 حريق كبير. احتاجات الحرائق لكثير من رجال ومعدات الإطفاء، فوصل عددهم إلى الحد الأقصى أي أكثر من 6,000 في الولايات المتحدة. ساعد الأفراد العسكريون في عمليات الإطفاء على الصعيد الوطني، فتعيّن أكثر من 600 فرد عسكري ليلوستون. وفي أوج اشتعال الحرائق، تم تخصيص أكثر من 9,000 رجل إطفاء، وفرد للمساعدة دفعة واحدة في يلوستون. وبحلول وقت انتهاء الحرائق، كان قد شارك أكثر من 25,000 فرد في جهود إخماد الحرائق. كانت الطواقم تعمل بشكل طبيعي لمدة تصل لأسبوعين أو ثلاثة أسابيع، ثم يعود الأفراد إلى منازلهم، ويُستدعوا مرة أخرى لجولة أو جولتين للمشاركة في إخماد الحريق. كانت ساعات العمل اليومية المعترف عليها 14 ساعة، شاملة حفر الحواجز النارية، وضخ المنشآت بالمياه، وإعادة زراعة الأشجار بالقرب من المنشآت، وتركيب مضخات المياه. تم تعيين المئات من رجال الإطفاء، وكان الهدف الأكبر من جهود مكافحة الحرائق هو حماية المنشآت. ولم يلقَ أحد من رجال الإطفاء مصرعه نتيجة الحرائق، ولكن تُوفي أحد رجال الإطفاء وطيار في أحداث منفصلة خارج المتنزه. وتم علاج عدد من رجال الإطفاء المصابين بجروح مختلفة أكثرها شيوعًا الإعياء، والصداع، واستنشاق دخان الحريق. تعرض عدد قليل من رجال الإطفاء لأبخرة انبعاثات الكبريت الضارة من منطقة الحرارة الأرضية.
أنشأ رجال الإطفاء يدويًا 655 ميل (1,054 كم) من الحواجز النارية، و 137 ميل (220 كم) بمعدات ميكانيكية مثل الجرافات. اختصت معظم أعمال الجرافات بإزالة آثار حريق شمال فورك. كانت بعض الحرائق في مناطق نائية أو في تضاريس شديدة الانحدار مما يمنع التشغيل الآمن للمعدات الثقيلة، وكان استخدام الجرافات ممنوع في العديد من المناطق حيث أنها تؤثر على ملامح السطح، وبالإضافة إلى ذلك، لا يمكن أن نعتمد على قدرة الأرض الضعيفة القريبة من حرارة الأرض بالمتنزه، وقوة تحملها لوزن المعدات الثقيلة. نادرًا ما تستخدم الجرافات لإزالة آثار الحرائق في المتنزهات الوطنية بالولايات المتحدة.
استخدم رجال الإطفاء حوالي 120 طائرة هليكوبتر وطائرة ذات أجنحة ثابتة لإخماد الحرائق. سجلت الطائرات أكثر من 18,000 ساعة طيران، واستُهلِك 1,4 ميلون غالون أمريكي (5,3 مل) من مادة تقلل الاشتعال، و 10 ملايين غالون أمريكي (38 مل) من الماء لإخماد الحرائق.
تم تخصيص أكثر من مائة سيارة إطفاء لإخماد الحرائق، استخدمت سيارات الإطفاء المجهزة في مناطق المجمعات حيث يتمركز عدد دائم منها كما هو الحال في المناطق الحضارية. وتم نشر سيارات إطفاء أقل تجهيزًا وأصغر حجمًا في البراري للتحرك بسهولة على الأرض الوعرة في جميع أنحاء المتنزه.
تكلفت جهود إخماد الحرائق 120 مليون دولار، بينما قُدِرت خسائر المنشآت ب 3 ملايين دولار. ولاحقًا أظهرت التحليلات، بصرف النظر عن جهود إخماد الحرائق التي تمركزت بالقرب من وجهات الزوار الرئيسية، فشل الأفراد في وقف قوة الحرائق.

## تأثير الحرائق على منتزه يلوستون الوطني

### الغطاء النباتي والحياة البرية

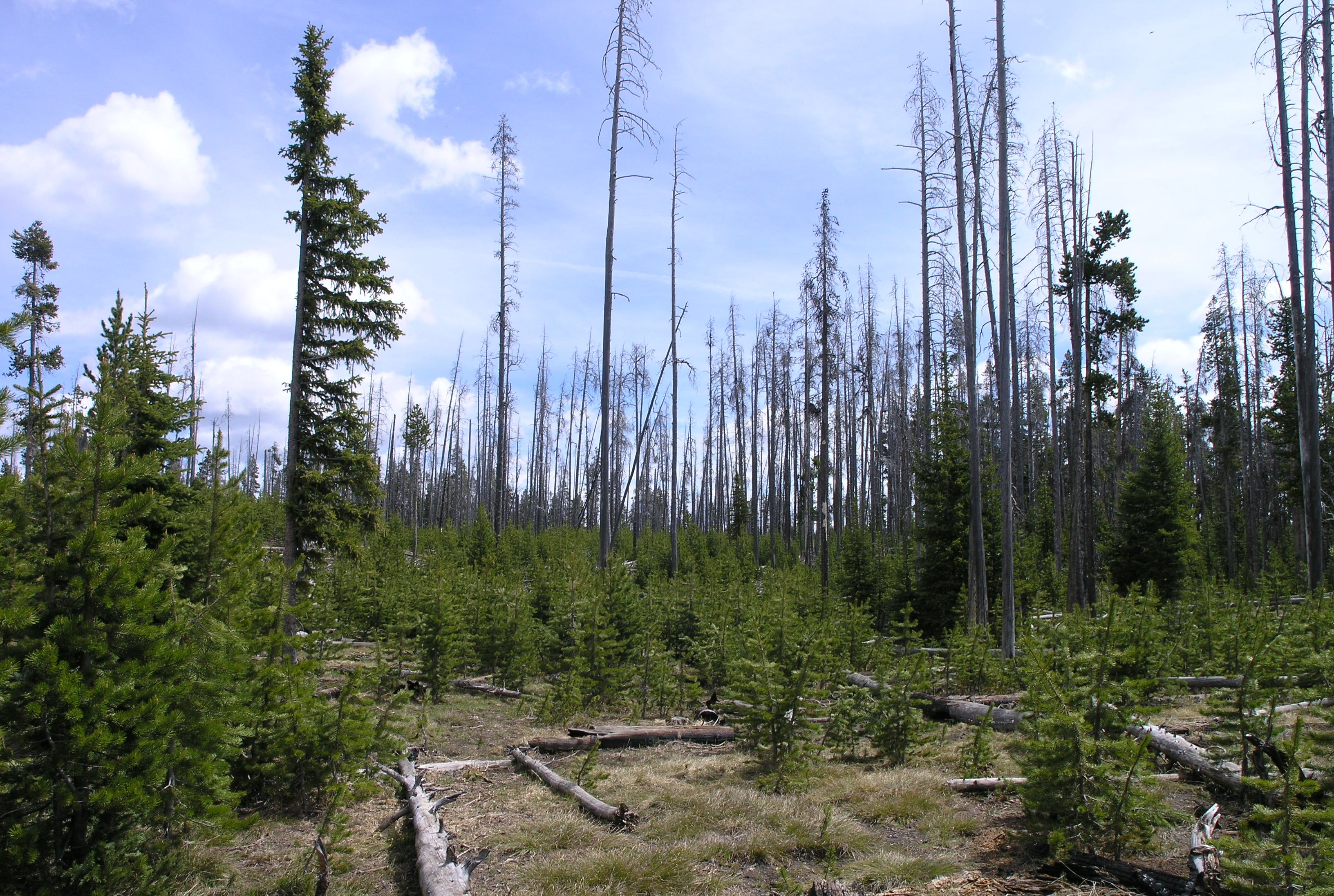
2006: أشجار ميتة لا تزال قائمة بعد ما يقرب 20 عامًا من انتهاء الحرائق، وازدهار أشجار الصنوبر.

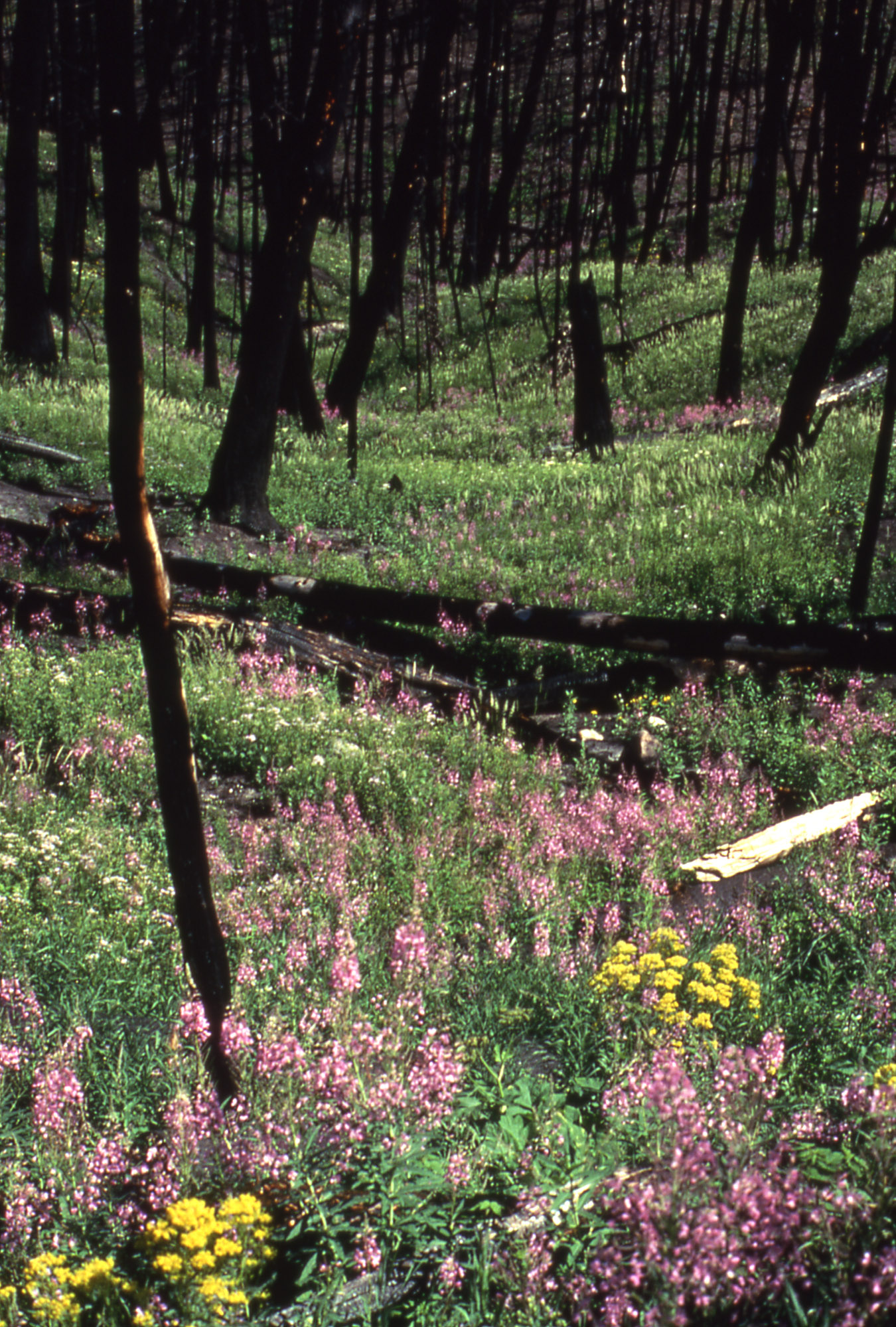
كانت الأزهار البرية وفيرة في المناطق المحروقة، وذلك بعد انتهاء الحرائق بسنة، واستمرت كذلك لعدة سنوات.

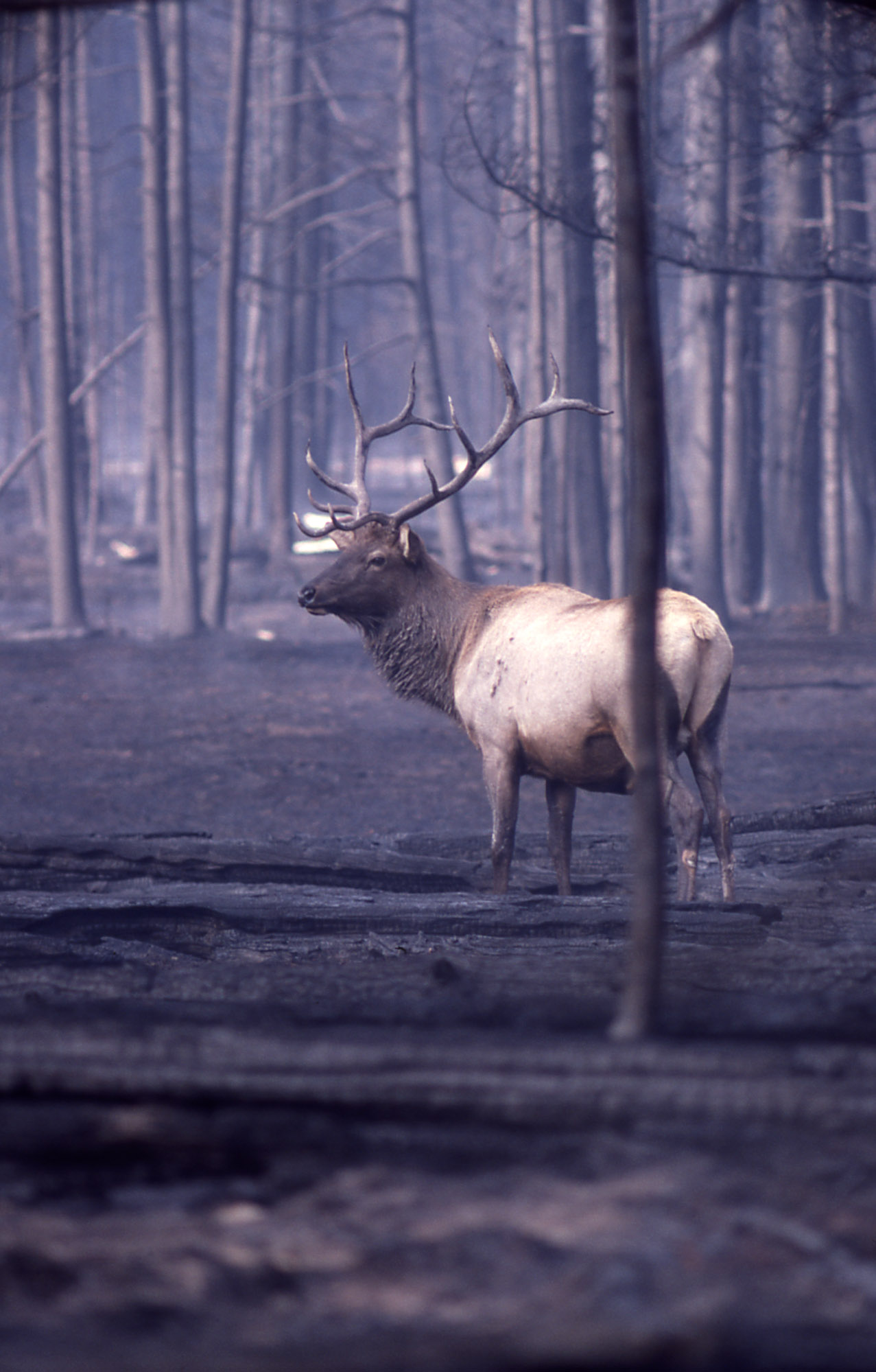
غزالة تستعرض منطقة محروقة في الآونة الأخيرة.

أثرت الحرائق بشكل كبير على بعض المناطق المتضررة، بينما كان تأثيرها محدودًا على مناطق أخرى، حيث لم تتأثر مساحات كبيرة من الغابات، داخل محيط الحرائق. كان هناك ثلاثة أنواع رئيسية للحرائق، من الناحية الجمالية، أكثر حرائق تدميرًا هي الحرائق التي تصل للقمة حيث توجد الظلة، لأنها دمرت غابات بأكملها في كثير من الأماكن. دمرت هذه الحرائق حوالي 41% من مساحة المنطقة المفقودة، أما الحرائق التي اتحدت معًا، دمرت الغطاء النباتي أو الظلة أو دمرت كليهما خلال انتشارها عبر الغابات، وحرائق الأرض التي انتشرت ببطء بامتداد الأرض، دمرت النباتات الصغيرة، والمواد النباتية الميتة، وظلت بعض الحرائق مشتعلة لفترة أطول فساهمت في تدمير العديد من الأشجار التي لم تتأثر ظلالها مباشرة.
بدأ ازدهار المتنزه بعد إزالة آثار الحرائق على الفور، ففي غضون أيام بعد انتهاء الحرائق، ظهرت نباتات عشبية معمرة، في حين أن الغابات الوطنية المحيطة بدأت إعادة زراعة المساحات المفقودة في الحرائق، وتوزيع البذور في الأراضي بواسطة الطائرات. كان التجديد في يلوستون شامل ولا يقتصر على محاولات إعادة زرع المناطق المفقودة. على الرغم من أن بعض النباتات الصغيرة عجزت في استعادة بيئتها قبل اشتعال الحرائق، استطاعت الغالبية العظمى من النباتات أن تنمو مجددًا، لأن بذورها نجت من ألسنة النيران. كان هناك وفرة من الأزهار البرية في المناطق المحروقة، خصوصًا في الفترة من سنتين إلى خمس سنوات بعد انتهاء الحرائق.

## معرض صور

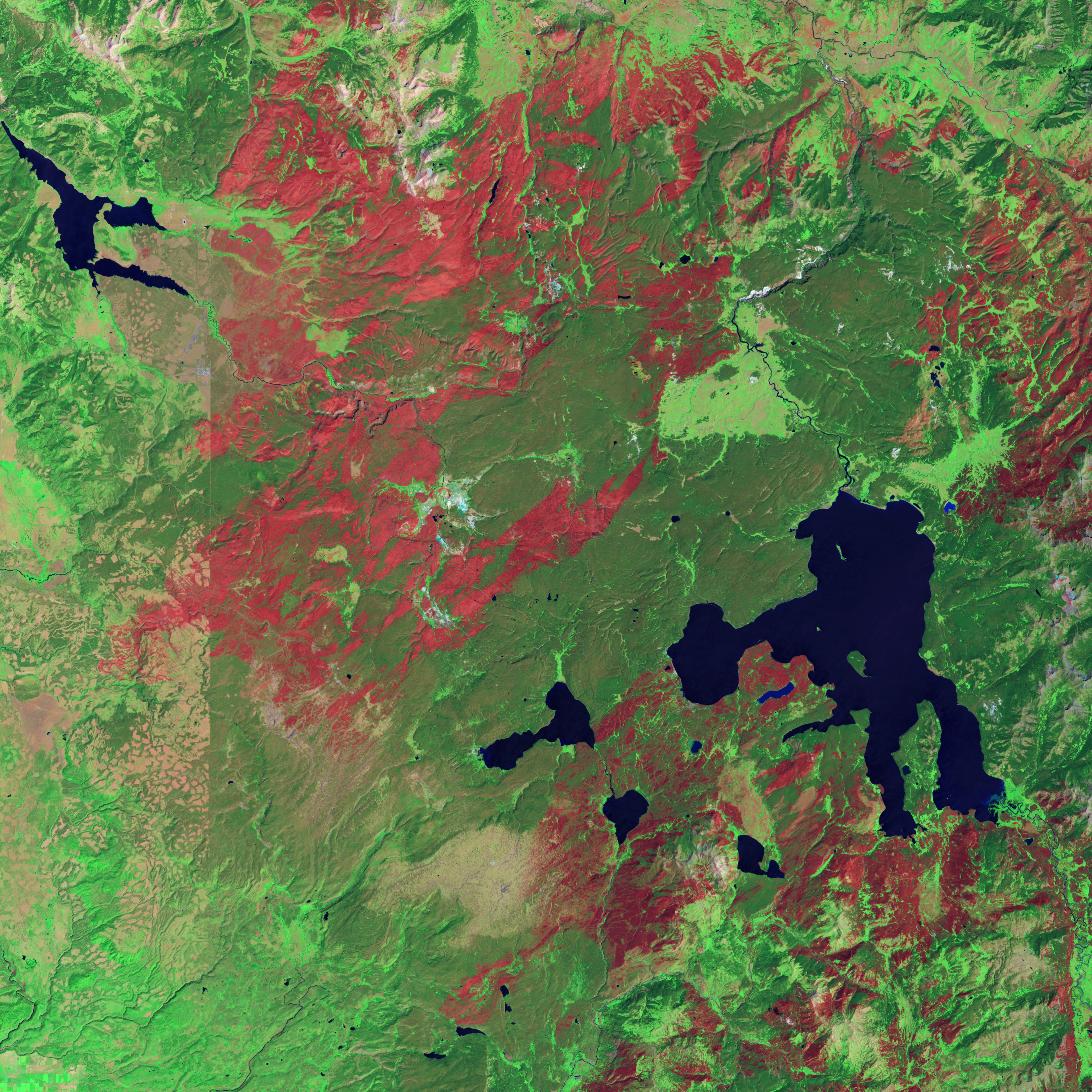
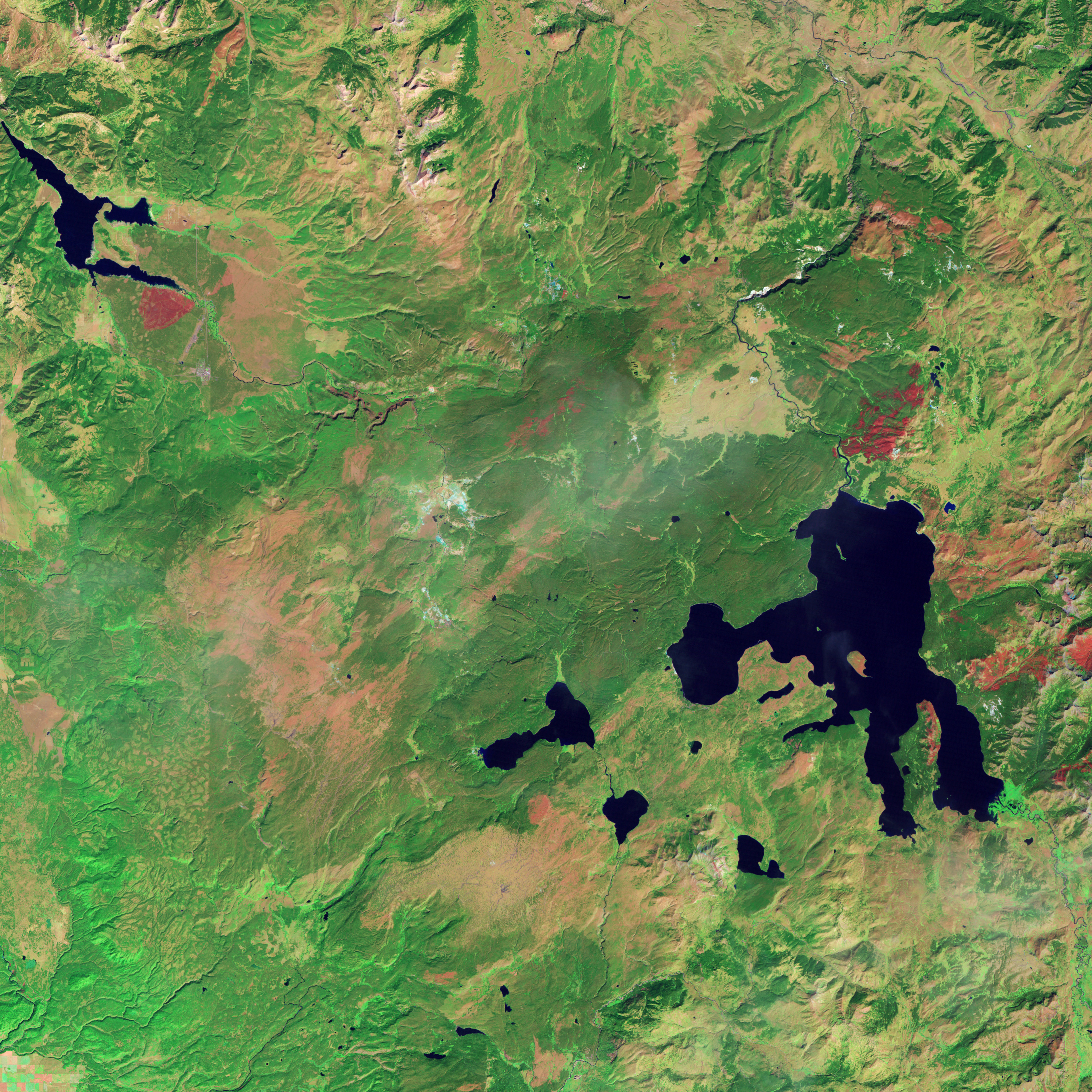
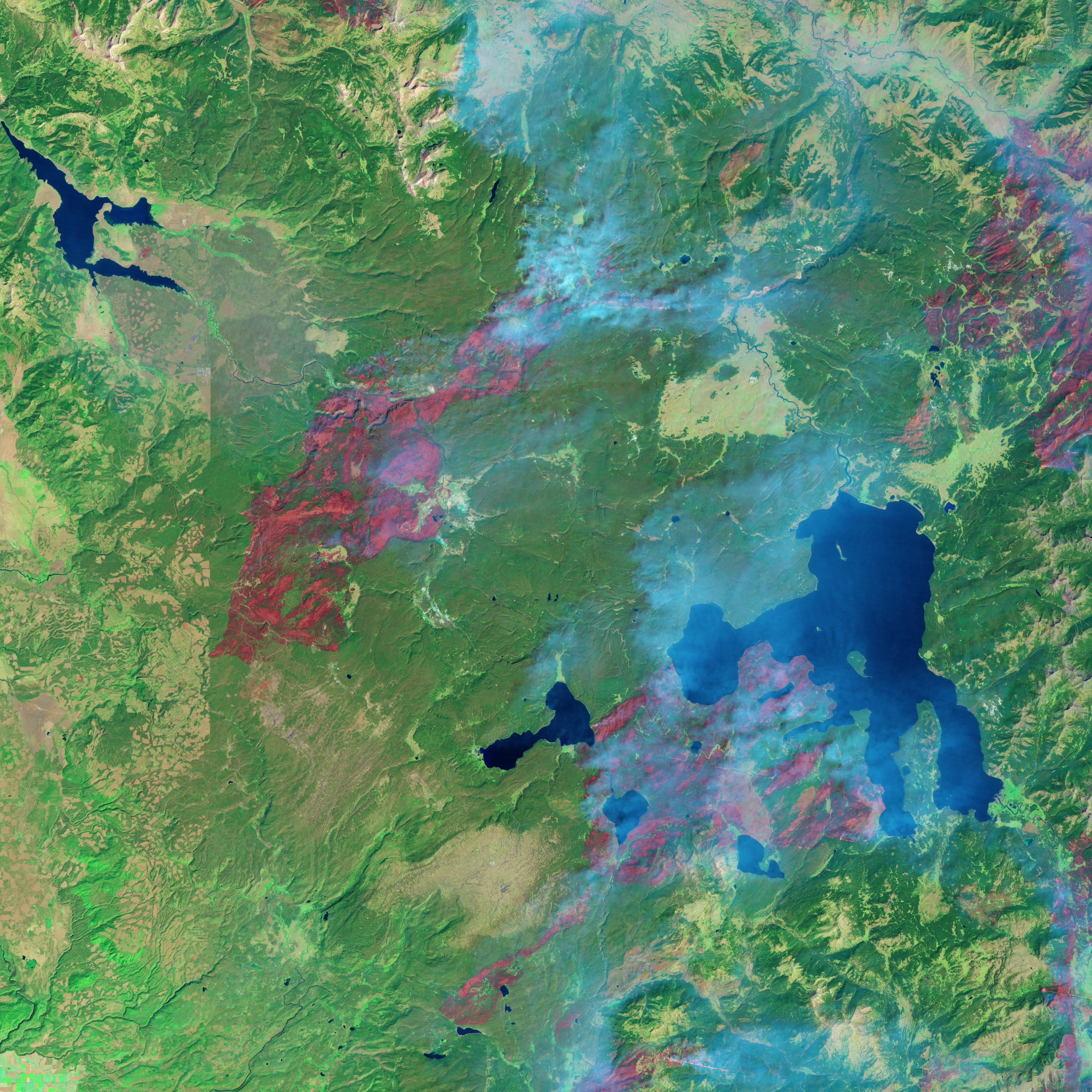
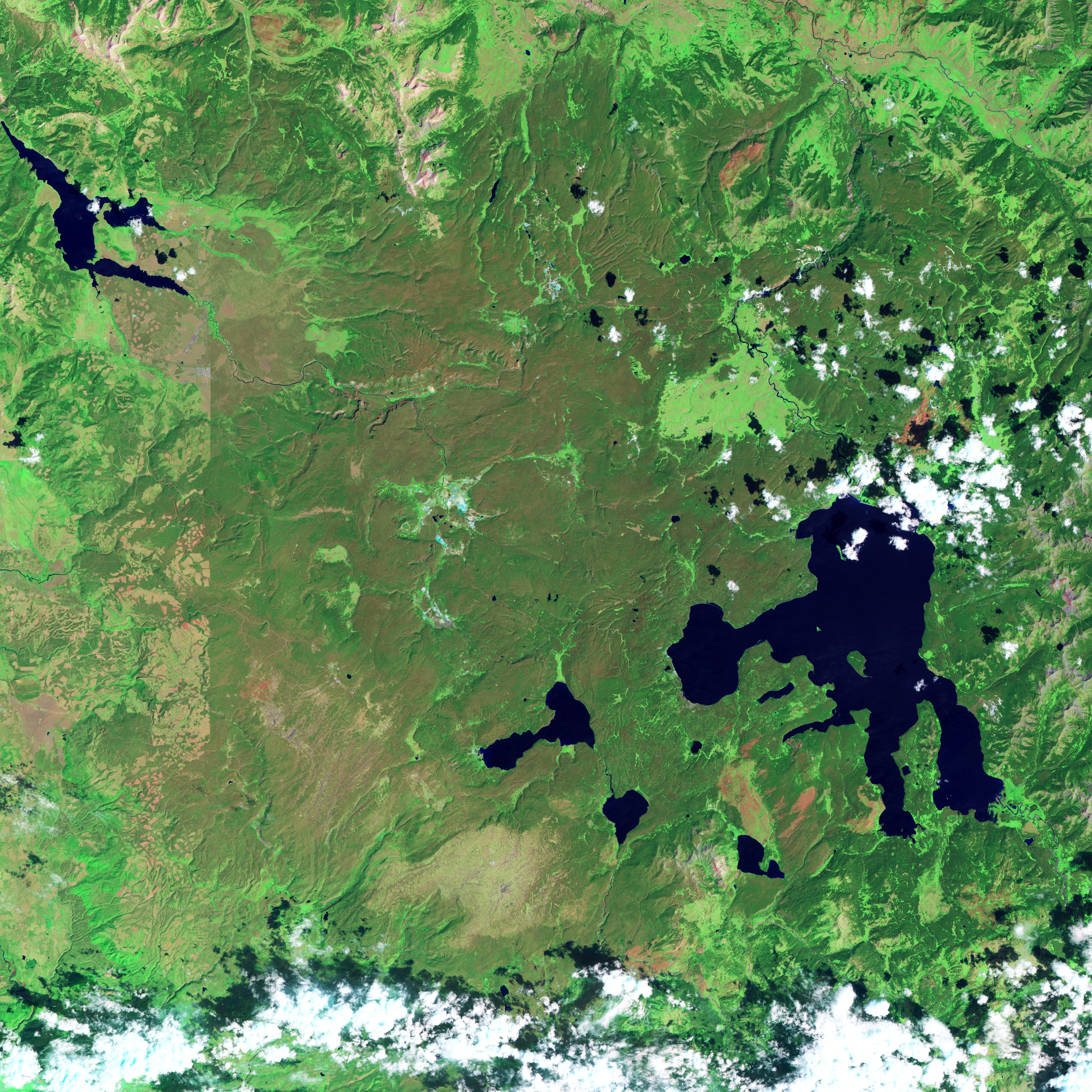